# Ile aux Récifs
Ile aux Récifs (Engels: Recif Island, letterlijk: eiland met rif) is een onbewoond eiland in de centrale eilandengroep van de Seychellen in de westelijke Indische Oceaan tussen Frégate en Mahé.